# Elephantomyia niveipes
Elephantomyia niveipes är en tvåvingeart som beskrevs av Alexander 1964. Elephantomyia niveipes ingår i släktet Elephantomyia och familjen småharkrankar. Inga underarter finns listade i Catalogue of Life.